# Rystads församling
Rystads församling var en församling i Linköpings stift inom Svenska kyrkan i Linköpings kommun i Östergötlands län. Församlingen uppgick 2009 i Åkerbo församling.
Församlingskyrka var Rystads kyrka.

## Administrativ historik
Församlingen har medeltida ursprung. År 1784 införlivades Näsby församling.
Församlingen utgjorde till 1 maj 1928 ett eget pastorat med undantag av perioden från 1535 till 1582 då den var annexförsamling i pastoratet Harg och Rystad. Från 1 maj 1928 var församlingen moderförsamling i pastoratet Rystad och Östra Harg som 1962 utökades med Törnevalla, Östra Skrukeby, Lillkyrka, och Gistads församlingar och 1978  med Vårdsbergs församling. Från 2006 var sedan församlingen annexförsamling i Åkerbo pastorat. Församlingen uppgick 2009 i Åkerbo församling.
Församlingskod var 058024.

## Kyrkoherdar
| Ämbetstid | Namn                     | Levnadstid | Övrigt                                                                             |
| --------- | ------------------------ | ---------- | ---------------------------------------------------------------------------------- |
| 1345      | Petrus                   |            |                                                                                    |
| 1405      | Jon                      |            |                                                                                    |
| 1535–1566 | Magnus Pauli             | –          | Kyrkoherde och prost. Var samtidigt kyrkoherde i Östra Hargs församling.           |
| 1568–1582 | Elavus Andreæ            | –1595      | Var även kyrkoherde i Östra Hargs församling.                                      |
| 1582–1599 | Sveno Laurentii          | –1599      |                                                                                    |
| 1601–1606 | Laurentius Caroli        | –1606      |                                                                                    |
| 1607–1619 | Matthias Simonis         | –1619      |                                                                                    |
| 1620–1622 | Nicolaus Nicolai Grubb   | 1584–1622  |                                                                                    |
| 1623–1637 | Jonas Petri Gothus       | 1587–1644  | Senare biskop i Linköpings stift.                                                  |
| 1639–1641 | Samuel Drysenius         | 1600–1672  | Senare kyrkoherde i Vadstena församling.                                           |
| 1641–1643 | Samuel Enander           | 1607–1670  | Senare biskop i Linköpings stift.                                                  |
| 1643–1657 | Laurentius Ristelius     | 1608–1666  | Senare kyrkoherde i Häradshammars församling.                                      |
| 1657–1666 | Magnus Duræus            | 1621–1679  | Kyrkoherde och kontraktsprost. Senare kyrkoherde i Katarina församling, Stockholm. |
| 1666–1674 | Petrus Danielis          | 1624–1687  | Kyrkoherde. Senare kyrkoherde i Vallerstads församling.                            |
| 1674–1690 | Nicolaus Palinus         | 1638–1690  | Kyrkoherde.                                                                        |
| 1691–1717 | Knut Dretting            | 1647-1717  | Kyrkoherde.                                                                        |
| 1718–1726 | Magnus Wistelius         | 1669–1726  | Kyrkoherde.                                                                        |
| 1727–1730 | Jacob Rudberg            | 1692–1730  | Kyrkoherde.                                                                        |
| 1732–1759 | Theodor Björnlund        | 1683–1759  | Kyrkoherde.                                                                        |
| 1761–1770 | Anders Gomerus           | 1713–1770  | Kyrkoherde.                                                                        |
| 1770–1782 | Pehr Tidén               | 1718–1782  | Kyrkoherde och prost.                                                              |
| 1784–1803 | Jonas Mörtling           | 1733–1803  | Kyrkoherde och prost. Var samtidigt kyrkoherde i Näsby församling.                 |
| 1805–1832 | Johan Magnus Könsberg    | 1757–1832  | Kyrkoherde och prost.                                                              |
| 1833–1844 | Hampus Eric Harlingzon   | 1784–1844  | Kyrkoherde.                                                                        |
| 1844–1862 | Johan Isaac Håhl         | 1807–1865  | Kyrkoherde och prost. Senare kyrkoherde i Västra Vingåkers församling.             |
| 1863–1870 | Fredrik Israel Lindhagen | 1815-1884  | Senare kyrkoherde i Väderstads församling.                                         |
| 1871–1889 | Axel Fredrik Lundvall    | 1818–1889  | Kyrkoherde.                                                                        |
| 1889–     | Amatus Nygren            | 1850–      | Kyrkoherde.                                                                        |

### Komministrar
| Ämbetstid | Namn                     | Levnadstid | Övrigt                                      |
| --------- | ------------------------ | ---------- | ------------------------------------------- |
| 1629–1640 | Nicolaus Andreae         | –1640      |                                             |
| 1640–1643 | Daniel Ranzochius        | 1616–1668  | Senare kyrkoherde i Kättilstads församling. |
| 1643–1661 | Ericus Schomerus         | 1616–1674  | Senare kyrkoherde i Tingstads församling.   |
| 1665–1674 | Nicolaus Palinus         | 1638–1690  | Senare kyrkoherde i församlingen.           |
| 1686–1695 | Benedictus Berzelius     | 1654–1710  | Senare komminister i Landeryds församling.  |
| 1711–1717 | Nils Norænius (Norunius) | 1681–1717  |                                             |
| 1784–1802 | Johan Gustaf Hellbom     | 1744-1802  |                                             |
| 1803–1829 | Christian Follin         | 1752–1829  |                                             |
| 1829–1839 | Claes Peter Dahlström    | 1784-1839  |                                             |
| 1840–1857 | Anders Wezén             | 1794-1857  |                                             |
| 1857–1867 | Per Johan Herzman        | 1800-1867  |                                             |

## Klockare och organister[4]
| Ämbetstid | Namn                       | Levnadstid | Övrigt                     |
| --------- | -------------------------- | ---------- | -------------------------- |
| 1659–1665 | Nils Jönsson               |            | Klockare                   |
| 1664–1691 | Jonas Joensson             |            | Organist                   |
| 1696-1699 | Håkan Össling              |            | Klockare                   |
| 1703–1706 | Jonas Johansson            |            | Klockare                   |
|           | Per Andersson              | -1731      | Klockare                   |
| -1735     | Erik Persson               | 1707-1735  | Klockare                   |
| 1735-1776 | Germund Sunesson           | -1776      | Klockare                   |
|           | Carl Germundsson Wåhlander |            | Klockare                   |
| 1704–1753 | Anders Larsson             |            | Klockare och organist      |
| 1739–1783 | Anders Arvidsson           |            | Klockare                   |
|           | Per Jönsson                | 1605-1656  | Organist                   |
|           | Jonas Jönsson Raff         | -1693      | Organist                   |
| 1754-1758 | Anders Andersson           |            | Organist                   |
| 1759-1763 | Carl Rydgren               | -1788      | Organist                   |
| 1764-1766 | Jacob Blom                 | 1738-      | Organist                   |
| 1788–1791 | Bengt Sandahl              | 1750–1791  | Klockare                   |
| 1766–1794 | Nils Forsbeck              | 1739–      | Klockare och organist      |
| 1794–1820 | Petter Forsbeck            | 1765–1820  | Klockare och organist      |
| 1821–1837 | Jon Berggren               | 1779–1837  | Klockare och organist      |
| 1837–1839 | Per Magnus Törnell         | 1819–      | Vikarierande organist      |
| 1839–1891 | Nils Törnell               | 1811–1891  | Musikdirektör och organist |
| 1891-1893 | Axel Elfving Fahlén        | 1870-      | Klockare och organist      |
| 1894-1931 | Henric Elof Törnvall       | 1869-1931  | Musikdirektör och organist |
| 1931-     | Rudolf Strindmark          | 1901-      | Klockare och organist      |